# Iskolakerülők
Az Iskolakerülők 1989-ben bemutatott magyar filmdráma.

## Cselekmény
A film helyszíne egy vidéki kollégiumi iskola, amelyet anyagi, erkölcsi és szellemi téren egyaránt a működési zavarok sokasága jellemez. Egy darabjaira szétesett világ ez, ahol senki sem figyel oda igazán a többiekre. Szinte az egyetlen kivétel a földrajz-biológia szakos nevelőtanár, Csőrös, aki számos személyes kudarca dacára is lelkesen próbálja segíteni a gyerekek sorsát. De Csőrös sem más, csak egy álmodozó, aki a végtelenségig hisz az esélytelenben.

## Közreműködők

### Szereplők
- Eperjes Károly – Csőrös tanár úr
- Udvaros Dorottya – Sanyi anyja
- Madarász Ákos – Sanyi
- Székely B. Miklós – Árvai, magyartanár
- Csákányi Eszter – Árvai felesége, énektanár
- Kisfalussy Bálint – matematikatanár
- Bánsági Ildikó – orosztanár
- Nagy-Kálózy Eszter – Csőrös felesége
- Đoko Rosić – Borgović
- Maria Gladkowska – Edit (hangja: Földessy Margit
- Pásztor Erzsi – Takarítónõ
- Soós Edit – …
- Szabó István – …
- Szatler Renáta – …
- Czikély László – Fűtő
- Szilágyi Zsuzsa – …
- Jakab Csaba – …
- Kovács Zoltán – …
- Becher Zita – …
- Sághy Kálmán – …
- Majó Zoltán – …
- Szulimán El-Hamarnech – …
- Mákszem Lenke – …
- Arany Nikoletta
- Bashán Zsolt
- Borbíró Fanni
- Elek Andrea
- Elek Zsuzsa
- Fülöp Ervin
- Hambuch Dóra
- Hodoványi Klára
- Jávor Dani
- Jávor Kati
- Kaszás Gergely
- Laczkó Noémi
- László Noémi
- Mákszem Levente
- Máté Szabolcs
- Németh Anita
- O. Szabó István
- Radó Péter
- Rucz Tamás
- Szabados Mihály
- Szabados Zoltán
- Szabó Csaba
- Szabó Klára
- Szelõczey Dóra
- Tzafetás Roland
- Való Adél
- Wagner Ildikó
- Wagner Katalin

### Alkotók
- Rendező: Kardos Ferenc
- Forgatókönyvíró: Kardos István
- Zeneszerző: Selmeczi György
- Operatőr: Szalai András
- Vágó: Galamb Margit

## Kritikák, ismertetések a filmről
- Székely Gabriella: Gyerekbetegségek gyógyíthatatlan szövődményei – Beszélgetés Kardos Ferenccel Filmvilág, 1989. 8. szám, 30-32. oldal; hozzáférés: 2025. január 31.
- Hegyi Gyula: Másfél tucat még benne van – Iskolakerülők Filmvilág, 1989. 10. szám, 10-11. oldal; hozzáférés: 2025. január 31.
- Décsi Ágnes: Belső felvételek — az Iskolakerülők forgatásán Magyar Ifjúság, 32. évfolyam, 39. szám (1988. szeptember 23.); hozzáférés: 2025. február 3.
- Zöldi László: Zsíroskenyér szamócával Élet és Irodalom, 33. évfolyam, 38. szám (1989. szeptember 22.), 12. oldal; hozzáférés: 2025. február 3.
- Koltai Ágnes: Egy őrült élet. Magyar film: Iskolakerülők Új Tükör, 26. évfolyam, 38. szám (1989. szeptember 17.), 29. oldal; hozzáférés: 2025. február 3.
- Barna Márta: „Táskával a moziszék alatt…” Beszélgetés Kardos Ferenccel Film Színház Muzsika, 32. évfolyam, 40. szám (1988. október 1.), 12. oldal; hozzáférés: 2025. február 3.
- Veress József: A hét filmjei – Iskolakerülők Népszabadság, 47. évfolyam, 217. szám (1989. szeptember 14.), 9. oldal; hozzáférés: 2025. február 3.

## Érdekességek
- A film iskolai jeleneteit az érdi Engels utcai (ma Alsó utcai) általános iskolában forgatták.